# الإحصاءات السكانية للمستوطنات الإسرائيلية في قطاع غزة
إحصاءات السكان للمستوطنات الإسرائيلية السابقة في قطاع غزة، والتي تم إخلاؤها في عام 2005 كجزء من خطة فك الارتباط الأحادية الإسرائيلية.

## المستوطنات الإسرائيلية في قطاع غزة[1]
| الاسم       | عدد السكان عام 2006 **** | عدد السكان 2001 *** | عدد السكان عام 2000 ** | عدد السكان 1999 * | تاريخ التأسيس  |
| ----------- | ------------------------ | ------------------- | ---------------------- | ----------------- | -------------- |
| بيد الله    | 0                        | 180                 | 184                    | 197               | 1982/1986 +    |
| بني عتصمون  | 0                        | 547                 | 497                    | 475               | 1979           |
| دوجيت       | 0                        | 66                  | 61                     | 53                | 1990 *         |
| إيلي سيناء  | 0                        | 344                 | 334                    | 324               | 1982           |
| جديد        | 0                        | 272                 | 289                    | 259               | 1982           |
| غان أور     | 0                        | 269                 | 267                    | 261               | 1982/1983 +    |
| جاني تال    | 0                        | 279                 | 287                    | 277               | 1979/1977 +    |
| قطيف        | 0                        | 329                 | 317                    | 296               | 1978           |
| كفار داروم  | 0                        | 276                 | 244                    | 242               | 1970/1990 +    |
| كفر يام     | غير متاح                 | غير متاح            | غير متاح               | غير متاح          |                |
| موراج       | 0                        | 151                 | 146                    | 142               | 1982/1987/1972 |
| نتساريم     | 0                        | 386                 | 347                    | 297               | 1980/1992/1972 |
| نفيه دكاليم | 0                        | 2،370               | 2،280                  | 2230              | 1982/1983/1980 |
| نيتسر حزاني | 0                        | 314                 | 312                    | 301               | 1973/1977 +    |
| نيسانيت     | 0                        | 932                 | 874                    | 750               | 1985/1984/1982 |
| بيت ساد     | 0                        | 110                 | 110                    | 106               | 1989 *         |
| رفيعة يام   | 0                        | 134                 | 129                    | 127               | 1984           |
| المجموع:    | 0                        | 6،959               | 6678                   | 6337              |                |

## الحواشي
مصادر الإحصاء السكاني
1. * المصدر: قائمة المحليات: سكانها ورموزها، 1999/12/31. القدس: الجهاز المركزي للإحصاء، 2000.
2. ** المصدر: قائمة المحليات: سكانها ورموزها، 31/12/2000. القدس: الجهاز المركزي للإحصاء، 2001.
3. *** المصدر: (Peace Now Settlement Watch) بتاريخ 31/12/2001
4. **** بعد الإخلاء من قبل الحكومة الإسرائيلية، حيث تم إبعاد جميع المستوطنين الإسرائيليين في غزة

مصادر تاريخ التسوية
1. يتم تحديد الموعد الأول من قبل قسم الاستيطان في المنظمة الصهيونية.
2. الموعد الثاني يحدده مجلس يشع للجاليات اليهودية في الضفة الغربية وغزة.
3. التواريخ الثالثة من حركة "السلام الآن".

## روابط خارجية
- مؤسسة السلام في الشرق الأوسط
- السلام الآن